# Isabel Ingram
Isabel Ingram, död 1988, var en amerikansk lärare. Hon var privatlärare till Kinas sista kejsarinna, Wanrong, mellan 1922 och 1924. 
Hon var dotter till en missionär och tog examen vid Wellesley. 
Hon undervisade Wanrong i engelska och västerländska seder och blev en förtrogen vän, och finns omnämnd i memoarer och beskrivningar av det sista kejsarhovet. 
Hon lämnade Kina 1927 och gifte sig i USA. Hon gav 1930 en intervju om livet i den förbjudna staden.